# Route nationale 60 (Inde)
Pour les articles homonymes, voir Route nationale 60.
La Route nationale 60 (en anglais : National Highway 60, sigle NH 60), une route nationale  en Inde reliant Dhule et Pune au Maharashtra.

## Tracé
La NH60 traverse Dhule, Arvi, Malegaon, Saundane, Chandwad, Ojhar, Nashik, Sinnar, Sangamner, Alephata, Bota, Pimpalwandi, Narayangaon, Peth, Rajgurunagar, Chakan et Pune au Maharashtra,,
La NH 60 à une longueur totale de 360,6 km.
Le tronçon Dhule-Nashik de la route fait partie de la route asiatique 47 (en).

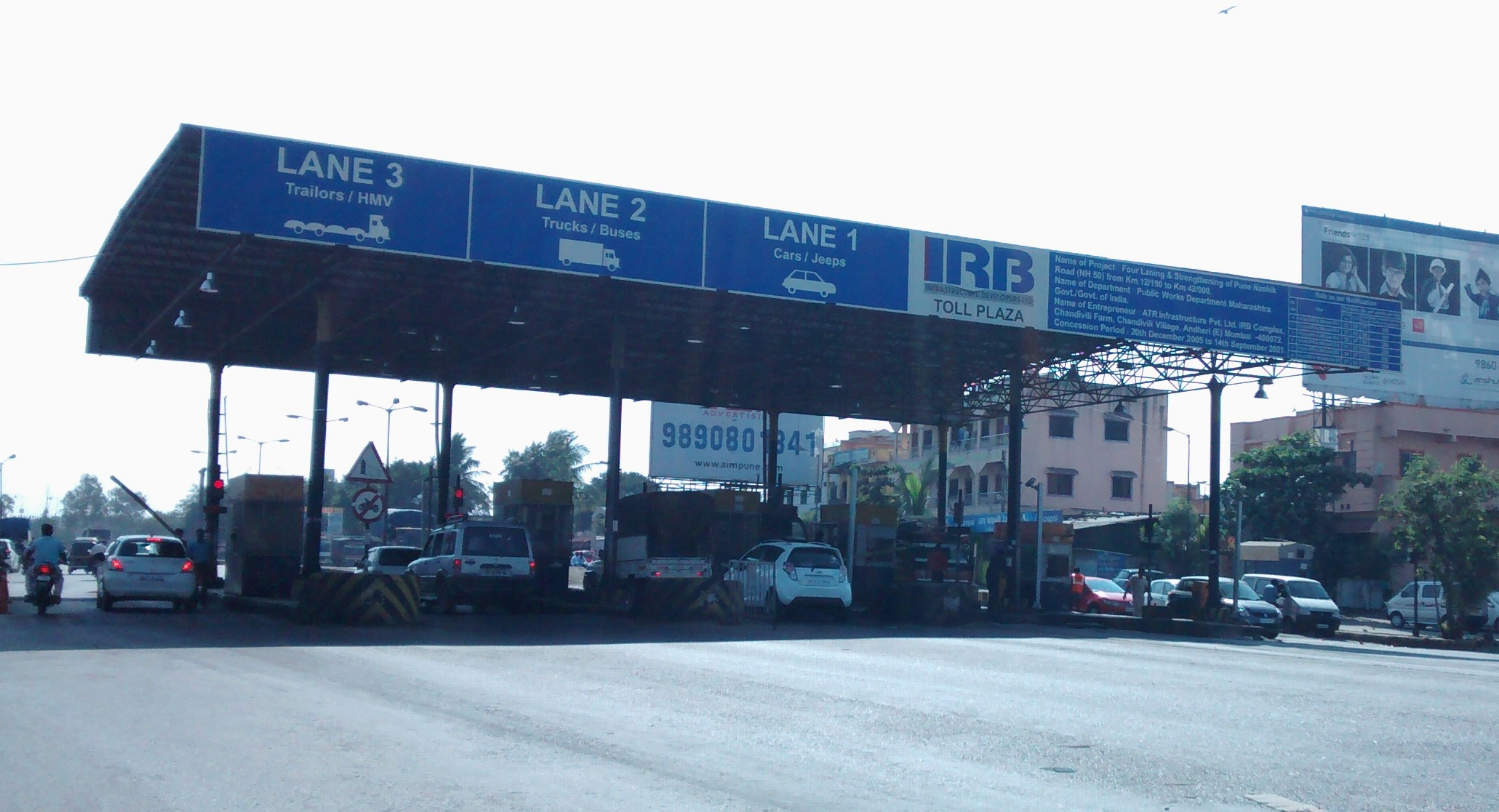
Poste de péage de Moshi.